# Issei Ōuchi
Issei Ōuchi (japanisch 大内 一生 Ōuchi Issei; * 8. September 2000 in Italien) ist ein japanischer Fußballspieler.

## Karriere
Ōuchi erlernte das Fußballspielen in den Jugendmannschaften vom Kinder Yoshimitsu SC und dem Yokohama FC. Seinen ersten Vertrag unterschrieb er 2019 bei Yokohama FC. Der Verein aus Yokohama spielte in der zweithöchsten Liga des Landes, der J2 League. 2020 wurde er an den Drittligisten YSCC Yokohama, der ebenfalls in Yokohama beheimatet ist, ausgeliehen. 2021 kehrte er zum Yokohama FC zurück. Am Ende der Saison 2021 belegte er mit dem Verein den letzten Tabellenplatz und musste somit in die zweite Liga absteigen. Die Saison 2022 wechselte er auf Leihbasis nach Nagano zum Drittligisten AC Nagano Parceiro. Für Parceiro bestritt er 27 Drittligaspiele. Die Saison 2023 wurde er an den ebenfalls in der dritten Liga spielenden Kagoshima United FC ausgeliehen.